# لیمو لیمای عزیز
لیمو لیمای عزیز یک فیلم بلند سینمایی خانوادگی در سال ۲۰۰۹ است که توسط سوزی یونسی نویسندگی و کارگردانی شده‌است.

## انتشار
لیمو لیمای عزیز در ۲۰ ژوئن ۲۰۰۹ در جشنواره فیلم لس آنجلس به نمایش درآمد و در ۴ مارس ۲۰۱۱ به صورت تئاتر اکران شد.
شین توپ برای بازی در لیمو لیمای عزیز جایزه LAFF را برای «عملکرد عالی» در بخش روایت کسب کرد.
لیمو لیمای عزیز جایزه مخاطبان بهترین ویژگی روایتگر را در نخستین حضور در ساحل شرقی ایالات متحده در جشنواره فیلم ووداستاک دریافت کرد و در جشنواره بین‌المللی فیلم رم به صورت بین‌المللی به نمایش درآمد.

## بازیگران
- ساوانا ویلتفونگ در نقش ونسا لمور
- شاین تاپ در نقش فیلیپ جورجی
- زین هوت در نقش هرکول هوارد
- ملیسا لئو در نقش خانم هوارد
- مایا لی در نقش مادلین «هیچ چیز» آمیگون
- بت گرانت در نقش مدیر اپلبومب
- الین هندریکس در نقش مربی روچ
- النور هاچینز در نقش تری لمور
- مگان مارتین در نقش مگان کندی
- کری نیسنا در نقش نورما
- ونسا مارانو در نقش سامانتا کامبز
- جادا موریسون در نقش اممالین چین
- تیلور فیلون در نقش لین لین
- چیس رایت وانک در نقش جان مونگوری
- اما نوئل رابرتز در نقش کلی
- داستی ساگر در نقش دیوید